# Dickson Experimental Sound Film
The Dickson Experimental Sound Film ("película sonora experimental" de William Dickson: en la que él mismo intervenía interpretando a un violinista) es un breve cortometraje de unos 17 segundos en el que se sincroniza el fonógrafo con el quinetoscopio  (fusión conocida como kinetophone o kinetófono), ambos inventados por Thomas Edison, para lograr una filmación con sonido sincronizado, la primera de la historia de la cinematografía. La película, que data de 1894, consiste en la filmación simultánea de una pequeña sesión de violín mientras dos hombres, supuestamente compañeros de laboratorio de Dickson y Edison, bailan alegremente al son de la música.
El cilindro con el sonido estuvo perdido durante muchos años, hasta que fue encontrado roto en trozos en los años 1960. No obstante, la conexión entre el cilindro y la película no fue establecida hasta 1998, cuando el cilindro fue reconstruido y se pudo extraer y restaurar el sonido, con lo que la película recuperó su sonido a principios del siglo XXI. Entre 1904 y 1913 se rodaron algunas películas más, con cierto contenido argumental (Julio César, de 1904, es un buen ejemplo) con el método del quinetoscopio.